# Colegio Militar de Aviación
El Colegio Militar del Aviación, Tgral. Germán Busch Becerra, es el primer instituto de formación militar aeronáutica de Bolivia el cual es encargado de formar oficiales para la Fuerza Aérea Boliviana. Sus egresados ingresan a la fuerza aérea en el escalafón de Oficiales subalternos y son titulados por la universidad militar de las fuerzas armadas (UMFA) como licenciandos en ciencias y artes militares aeronáuticas, obteniendo de esta manera el grado de Subteniente Aviador.

## Historia

### Inicios
La historia del colegio militar de aviación se remonta al año 1916, durante el segundo gobierno del presidente Ismael Montes Gamboa en el cual se firma en agosto de ese mismo año un decreto Ley que obliga y plantea la creación de una escuela militar de aviación con el objetivo y la urgente necesidad de inmediatamente poner de una vez en práctica la aviación y fomentar el uso de tecnología que en esos años se encontraba aun ausente en el país.
Pero esa ley se quedó en el olvido ya que en Bolivia, ningún aeroplano pudo alzar vuelo hasta el año 1920, esto debido a la altura en la que se ubicaba la ciudad de La Paz (4.000 m s. n. m.), además de la poca resistencia y potencia que tenían los motores de los aviones de aquella época.
Desde 1913, Bolivia trató varias veces de querer alzar el primer vuelo en el país con diferentes clases de aviones y pilotos (franceses, Italianos, chilenos e incluso bolivianos) pero fueron inútiles y vanos los esfuerzos ya que los resultados de los intentos terminaban siempre todos en fracaso.
Es entonces que un día sábado del 17 de abril de 1920 y durante el gobierno del presidente José Gutiérrez Guerra, el piloto estadounidense Donald Hudson, junto a su compañero mecánico W. Birren, logran levantar vuelo por primera vez en La Paz, Bolivia con su avión triplano Curtiss T-2 "Wasp", siendo esta hazaña un hito histórico que pasaría para siempre a la historia de la aviación del país.

### Primera fundación
El 7 de septiembre de 1923 y ya durante el gobierno del presidente Bautista Saavedra Mallea se emite un decreto supremo donde se dicta la creación de la Escuela Militar de Aviación de El Alto. Pero su fundación y apertura oficial se realizaría un mes más tarde el 12 de octubre de 1923 (dicha fecha es conmemorado actualmente como el aniversario de la Fuerza Aérea Boliviana).
El gobierno de Saavedra aparte de fundar la escuela entregó también cuatro aviones para empezar inicialmente con su funcionamiento. Para el año siguiente año de 1924, el gobierno nacional firma un decreto supremo en donde se amplía las actividades de la escuela de aviación hacia el rubro de servicios de comunicación, correos y servicio geográfico.
En 1925, el mayor Bernardino Bilbao Rioja toma el mando de la Escuela Militar de Aviación, la cual se establece en El Alto (zona vecinal perteneciente en ese entonces a la ciudad de La Paz).

## Guerra del Chaco

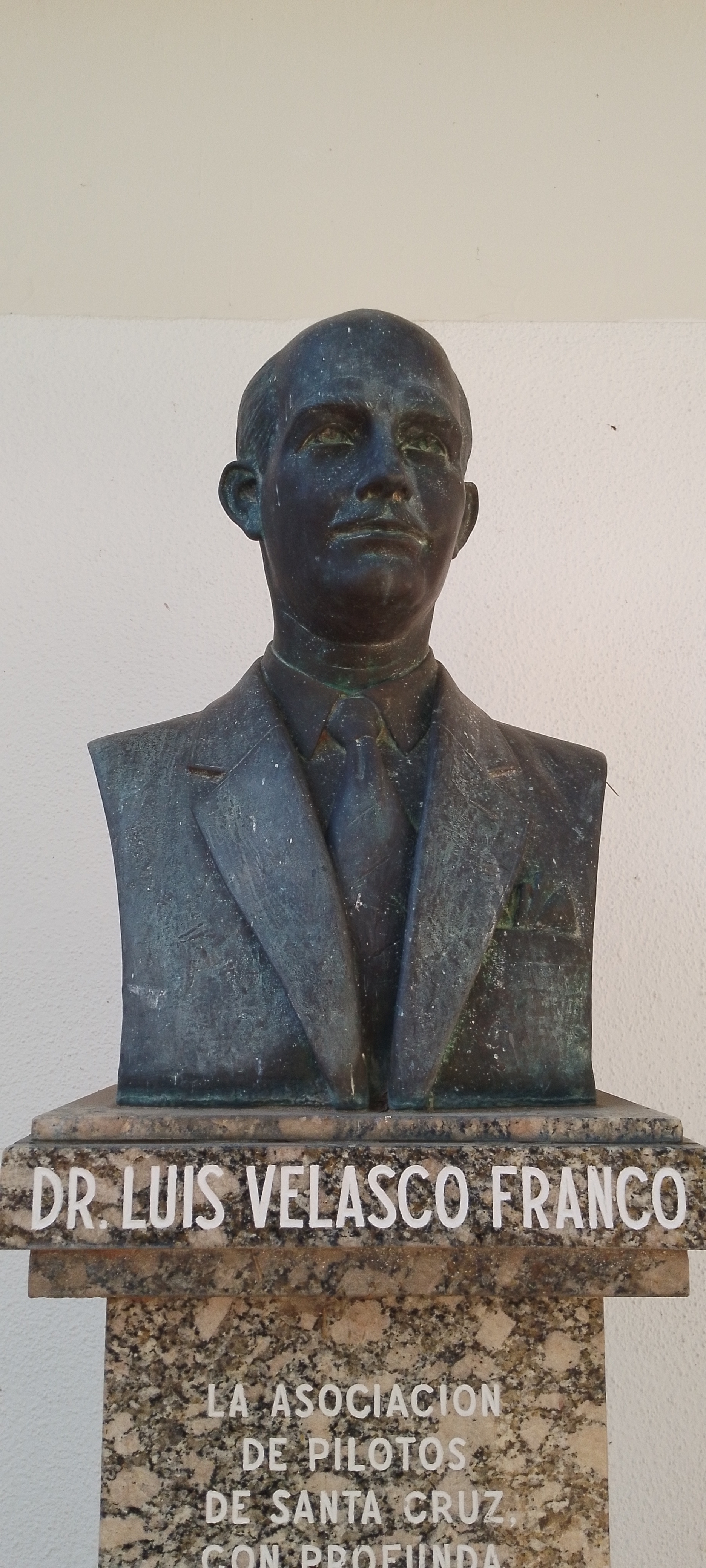
Monumento al dr. Luis Velasco Franco, fundador del primer Aeroclub Oriental de Santa Cruz, Bolivia. Pionero de la aviación cruceña.

En 1932 debido al comienzo de la guerra del Chaco contra él Paraguay, la aviación boliviana por órdenes del presidente Daniel Salamanca Urey tiene que movilizarse al teatro de operaciones al igual también que su escuela militar de aviación, demostrando en toda la contienda bélica la eficacia, operatividad y superioridad aérea frente a la aviación paraguaya. Desempeñándose en esta guerra como uno de los mayores héroes de la aviación boliviana el capitán Rafael Pabón.

### Segunda fundación
Una vez terminada la guerra del chaco en 1935, se procedió a la reorganización de la aviación militar boliviana. Ese mismo año, el dr. Luis Velasco Franco (nacido el 13 de octubre de 1898 y fallecido el 13 de diciembre de 1972), funda el Aeroclub Oriental, destinado a agrupar a los pioneros de la aviación en el departamento de Santa Cruz. Actualmente, esta institución se denomina Asociación de Pilotos de Santa Cruz, y se ubica en la av. Humberto Vázquez-Machicado, al lado del aeropuerto El Trompillo en Santa Cruz de la Sierra.
Es 8 años después, ya durante el gobierno del presidente Enrique Peñaranda Castillo, donde la escuela de aviación militar boliviana se reestructura y se crea nuevamente mediante decreto supremo del 31 de julio de 1943, en donde pasa a llamarse Escuela Militar de Aviación "Boquerón" (en honor a la batalla de Boquerón de 1932) y la cual se traslada desde El Alto, La Paz para ir a asentarse a la parte oriental del país en la ciudad de Santa Cruz de la Sierra, donde los cadetes del Colegio Militar del Ejército irían a pasar durante un año el curso de aviador.

## Tercera fundación
Después de 9 años de la creación de la escuela y una vez pasada la Revolución Nacional, el 31 de mayo de 1952 durante el primer gobierno del presidente Víctor Paz Estenssoro se funda nuevamente la institución, la cual deja de nombrarse Escuela Militar de Aviación "Boquerón" pasando a llamarse Colegio Militar de Aviación "Tgral. Germán Busch Becerra" (COLMILAV) en honor al héroe militar boliviano del chaco y ex presidente de Bolivia (1937-1939).
El 24 de julio de 1953 mediante decreto supremo de 03458 se posibilitó el egresó de los primera promoción de pilotos el año 1955. Cabe destacar también que el general Juan Pereda Asbún se convirtió en el primer y único militar egresado del colegio militar de aviación (COLMILAV) que llegó a ocupar el cargo de presidente de Bolivia en 1978.
Desde 1952, hasta la actualidad, dentro del colegio militar de aviación, pasaron cientos de aviones de entrenamiento que sirvieron para instruir a decenas de promociones de pilotos, siendo hasta el día de hoy equipada con material aéreo e infraestructura por el gobierno de Evo Morales Ayma.
Tuvieron que pasar también 54 años desde su fundación en 1952, para que el año 2007 y durante el primer gobierno del presidente Evo Morales, ingresen las mujeres por primera vez a esta institución castrense, egresando desde dentro de las filas del COLMILAV, la primera promoción de subtenientes de este género el año 2011.

## Misión
El colegio militar de aviación se encarga de formar a la dama y caballero cadete integralmente en los aspectos militar, físico intelectual, humanístico y profesional a fin de satisfacer las necesidades del personal de oficial de aeronáutica que la Fuerza Aérea Boliviana requiere para el eficiente empleo del poder aeroespacial en Bolivia.

## Equipamiento
El colegio militar de aviación cuenta actualmente con 9 aviones austriacos Diamond DA40 que fueron dotadas en 2009 por el primer gobierno del expresidente Evo Morales Ayma y que sirven para la enseñanza de vuelo en fases especializadas de contacto, en instrucción para la utilización de instrumentos básicos e instrumentos radioeléctricos y también en la formación de navegación diurna y nocturna para las damas y caballeros cadetes de dicha institución.
El colegio militar de aviación cuenta también con aviones de entrenamiento estadounidenses Cessna y los aviones brasileños Neiva T-25 para fines de instrucciones básicas y primarias.
En 2012, durante el aniversario y conmemoración a los 60 años de creación del COLMILAV, el segundo gobierno del expresidente Evo Morales dotó a la institución de 6 helicópteros estadounidenses Robinson R44 de última generación en tecnología, para fines de entrenamiento de cadetes en la especialidad de ala rotatoria.
Además del equipamiento de aeronaves, el gobierno de Morales entregó recursos económicos para la construcción de dos pabellones para dormitorios de mujeres, el cual se inauguró el 31 de mayo de 2013. Se entregó también dos buses para el transporte y un gimnasio moderno para la preparación física de las damas y caballeros cadetes.